# Liam O'Brien
Liam Christopher O'Brien (28 de maio de 1976) é um dublador, roteirista, e diretor de dublagem estadunidense. Ele é um membro do elenco da websérie de Dungeons & Dragons que co-criou, Critical Role. Ele participou de diversos jogos eletrônicos, desenhos animados, e adaptações de animes para o inglês. 
Seus papéis mais notáveis em animes incluem Gaara em Naruto, Vincent Law em Ergo Proxy, Jushiro Ukitake em Bleach, Lloyd em Code Geass, Kenzo Tenma em Monster, Akihiko em Persona 3, e Nephrite Sailor Moon. Em desenhos e cartoons, O'Brien dublou vozes em Star Wars Rebels, Transformers: Robots in Disguise, Avengers Assemble, Wolverine and the X-Men, e Hulk and the Agents of S.M.A.S.H.. Nos jogos eletrônicos, dublou Gollum em Middle-earth: Shadow of Mordor, Caius Ballad em Final Fantasy XIII-2, War em Darksiders, Asura em Asura's Wrath, Tokugawa Ieyasu em Sengoku Basara: Samurai Heroes, Illidan Stormrage em World of Warcraft e Heroes of the Storm, Yasuo em League of Legends, Zvatto em Lost Planet 2, Grimoire Weiss em NieR, Warden em For Honor, Barker em Titanfall 2, e Infinite em Sonic Forces. 

## Biografia
Liam Christopher O'Brien nasceu em Weehawken, Nova Jérsei, em 28 de maio de 1976. Sua mãe trabalhou como educadora e consultora sobre garantia de qualidade. Após se mudar para Nova Iorque para estudar na universidade, trabalhou em teatro e em várias produções ao redor do país. Ele conheceu Crispin Freeman enquanto trabalhava em uma produção de Romeu e Julieta em Cincinnati, que o ajudou a conseguir trabalhos com dublagem em Nova Iorque.

## Vida Pessoal
Em 2002, O'Brien se casou com a dubladora Amy Kincaid, com a qual teve dois filhos.
Em uma entrevista, ele afirmou sofrer de hiperacusia, uma doença auditiva que o torna sensível aos barulhos do dia-a-dia.

## Carreira
O'Brien interpretou Red XIII em Final Fantasy VII: Advent Children. Além de realizar dublagens, também trabalhou como diretor de dublagem ou roteirista em vários outros jogos e animes. Ele também co-criou e participa da websérie de role-playing Critical Role, onde joga uma campanha de Dungeons & Dragons com outros colegas dubladores.

## Filmografia

### Animes
| Ano       | Título                                | Papel                                                                                             | Observação                       | Fonte                |
| --------- | ------------------------------------- | ------------------------------------------------------------------------------------------------- | -------------------------------- | -------------------- |
| 2001      | Boogiepop Phantom                     | Yoji Suganuma, outros                                                                             |                                  | [ 11 ]               |
| 2002      | Kare Kano                             | Hideki Asaba                                                                                      |                                  | [ 11 ]               |
| 2002      | Revolutionary Girl Utena              | Mamiya Chida                                                                                      |                                  | [ 11 ]               |
| 2003      | DNA²                                  | Junta Momonari                                                                                    |                                  | [ 11 ]               |
| 2003      | K.O. Beast                            | Bud Mint                                                                                          |                                  | [ 11 ]               |
| 2004      | .hack//Legend of the Twilight         | Tom                                                                                               |                                  | [ 11 ]               |
| 2004      | R.O.D.                                | Criminoso, Editor                                                                                 |                                  | [ 11 ]               |
| 2004      | Paranoia Agent                        | Mitsuhiro Maniwa                                                                                  |                                  | [ 11 ]               |
| 2004      | Comic Party                           | Taishi Kuhonbutsu                                                                                 |                                  | [ 11 ]               |
| 2005      | Girls Bravo                           | Kazuharu Fukuyama                                                                                 |                                  | [ 11 ] [ 4 ] [ 12 ]  |
| 2005      | Samurai Champloo                      | Mugen                                                                                             |                                  | [ 11 ]               |
| 2005      | Daphne in the Brilliant Blue          | Jiro, outros                                                                                      |                                  | [ 11 ]               |
| 2005      | Koi Kaze                              | Kei Odagiri                                                                                       |                                  | [ 11 ]               |
| 2005      | Duel Masters: Season 2                | Shobu Kirifuda                                                                                    |                                  | [ 11 ]               |
| 2005      | Tenjho Tenge                          | Shin Natsume                                                                                      |                                  | [ 11 ]               |
| 2005      | Naruto                                | Gaara, Kotetsu Hagane                                                                             |                                  | [ 11 ]               |
| 2005      | Gankutsuou: The Count of Monte Cristo | Andrea Cavalcanti                                                                                 |                                  | [ 11 ]               |
| 2005      | Scrapped Princess                     | Furet                                                                                             |                                  | [ 11 ]               |
| 2006–2007 | Haré+Guu                              | Dr. Clive                                                                                         |                                  | [ 13 ] [ 14 ]        |
| 2006      | Boys Be...                            | Makoto Kurumizawa                                                                                 | Direção de dublagem e roteirista | [ 15 ]               |
| 2006      | Gun X Sword                           | Ray Lundgren, Wild Bunch C                                                                        |                                  | [ 11 ]               |
| 2006      | Kamichu!                              | Shika, Inu Osho                                                                                   |                                  | [ 11 ]               |
| 2006      | Fate/stay night                       | Archer                                                                                            |                                  | [ 11 ]               |
| 2006      | Ergo Proxy                            | Vincent Law                                                                                       |                                  | [ 11 ]               |
| 2006      | Paradise Kiss                         | Seiji Kisaragi                                                                                    |                                  | [ 11 ]               |
| 2007      | Bleach                                | Jushiro Ukitake, Soken Ishida, Sora Inoue                                                         |                                  | [ 11 ]               |
| 2007      | Blue Dragon                           | Dolsk                                                                                             |                                  | [ 11 ]               |
| 2007      | The Third: The Girl With the Blue Eye | Blue Breaker, outros                                                                              |                                  | [ 11 ] [ 16 ]        |
| 2008      | Code Geass (série)                    | Lloyd Asplund                                                                                     |                                  | [ 11 ]               |
| 2008      | Buso Renkin                           | Gota Nakamura, Hideki Okakura                                                                     |                                  | [ 11 ]               |
| 2008      | Descendants of Darkness               | Hisoka Kurosaki                                                                                   |                                  | [ 11 ]               |
| 2009–2010 | Monster                               | Kenzo Tenma                                                                                       |                                  | [ 11 ]               |
| 2009      | Naruto: Shippuden                     | Gaara                                                                                             |                                  | [ 11 ]               |
| 2010      | Slayers (série)                       | Rezo                                                                                              | Revolution e Evolution-R         | [ 17 ] [ 18 ]        |
| 2013      | Nurarihyon no Mago                    | Hidemoto Keikain                                                                                  |                                  | [ 19 ]               |
| 2013–2015 | Digimon Fusion                        | Vilemon, Deckergreymon, Neptunemon, Gargoylemon, Kotemon, Seahornmon, Mercurymon, Trailmon Kettle |                                  | [ 11 ]               |
| 2013      | Fate/Zero                             | Kariya Matou                                                                                      |                                  | [ 11 ]               |
| 2014–2015 | Sailor Moon                           | Nephrite                                                                                          |                                  | [ 20 ]               |
| 2015      | Mobile Suit Gundam: The Origin        | Gihren Zabi, Howard                                                                               |                                  | [ 21 ] [ 22 ] [ 23 ] |
| 2015      | Sailor Moon Crystal                   | Nephrite                                                                                          |                                  | [ 24 ]               |
| 2016      | Sengoku Basara: End of Judgement      | Ieyasu Tokugawa                                                                                   |                                  | [ 11 ] [ 25 ]        |
| 2018–2019 | Baki                                  | Atsushi Suedou, Valentin Sokolov                                                                  | Netflix ONA                      | [ 11 ] [ 26 ] [ 27 ] |
| 2019      | Boruto: Naruto Next Generations       | Gaara                                                                                             |                                  | [ 11 ]               |
| 2019      | Ultraman                              | Dan Moroboshi                                                                                     | Netflix ONA                      | [ 11 ] [ 28 ]        |
| 2020      | Marvel Future Avengers                | Red Skull, Doctor Strange                                                                         |                                  | [ 29 ] [ 30 ]        |

### Animações
| Ano       | Título                            | Papel                                                                                                | Observação                | Fonte         |
| --------- | --------------------------------- | --- | ------------------------- | ------------- |
| 2008–2009 | Wolverine and the X-Men           | Warren Worthington III / Angel / Archangel, Noturno, Nitro                                           |                           | [ 4 ]         |
| 2010      | G.I. Joe: Renegades               | Anatoly Krimov / Red Star, outros                                                                    | Ep. "Union of the Snake"  | [ 11 ]        |
| 2012-2014 | NFL Rush Zone                     | Richard Zimmer, Zich, outros                                                                         |                           | [ 11 ]        |
| 2013–2017 | Avengers Assemble                 | Red Skull / Iron Skull, Steven Strange / Doctor Strange, Blood Brother #2, Skully, Skull-Net, outros |                           | [ 11 ]        |
| 2013      | Phineas and Ferb: Mission Marvel  | Red Skull                                                                                            |                           | [ 11 ]        |
| 2014–2015 | Hulk and the Agents of S.M.A.S.H. | Arkon, Red Skull, outros                                                                             |                           | [ 11 ]        |
| 2014      | Regular Show                      | Tango                                                                                                | Ep. "Gold Watch"          | [ 11 ]        |
| 2014–2017 | Star Wars Rebels                  | Yogar Lyste, Morad Sumar, outros                                                                     |                           | [ 11 ] [ 31 ] |
| 2015      | Transformers: Robots in Disguise  | Underbite, Kickback, outros                                                                          |                           | [ 11 ]        |
| 2016      | Ultimate Spider-Man               | Doctor Strange                                                                                       | Ep. "Miles from Home"     | [ 11 ] [ 32 ] |
| 2016      | Pickle and Peanut                 | Head Mannequin                                                                                       | Ep. "Bats/Movie Camp Out" | [ 33 ]        |
| 2019      | Carmen Sandiego                   | Professor Gunnar Maelstrom, Vlad, Boris                                                              |                           | [ 34 ]        |

### Filmes
| Ano  | Título                                    | Papel                       | Observação | Fonte  |
| ---- | ----------------------------------------- | --------------------------- | ---------- | ------ |
| 2006 | Final Fantasy VII: Advent Children        | Red XIII                    |            | [ 11 ] |
| 2009 | Redline                                   | Frisbee                     |            | [ 11 ] |
| 2009 | Afro Samurai: Resurrection                | Shichigoro                  |            | [ 11 ] |
| 2010 | Planet Hulk                               | Hiroim                      |            | [ 11 ] |
| 2012 | Sengoku Basara: The Last Party            | Ieyasu Tokugawa             |            | [ 11 ] |
| 2014 | JLA Adventures: Trapped in Time           | Aquaman, computador Batwing |            | [ 11 ] |
| 2014 | Iron Man & Captain America: Heroes United | Red Skull                   |            | [ 11 ] |
| 2015 | Tiger & Bunny: The Rising                 | Lunatic / Yuri Petrov       |            | [ 35 ] |
| 2015 | The Last: Naruto the Movie                | Gaara, Kotetsu Hagane       |            | [ 11 ] |
| 2016 | Hulk: Where Monsters Dwell                | Doctor Strange              |            | [ 36 ] |

### Jogos eletrônicos
| Ano           | Título                                      | Papel                                                                | Observação                                                      | Fonte         |
| ------------- | ------------------------------------------- | -------------------------------------------------------------------- | --------------------------------------------------------------- | ------------- |
| 2004          | ObsCure                                     | Kenny Matthews                                                       |                                                                 | [ 11 ]        |
| 2006–2007     | .hack//G.U.                                 | Endrance                                                             | Rebirth, Reminisce, Redemption                                  | [ 11 ]        |
| 2006          | Valkyrie Profile 2: Silmeria                | Lezard Valeth                                                        |                                                                 | [ 11 ]        |
| 2007          | Jeanne d'Arc                                | Luther                                                               |                                                                 | [ 11 ]        |
| 2007          | World of Warcraft: The Burning Crusade      | Illidan Stormrage, Talon King Ikiss, Darkweaver Syth                 |                                                                 | [ 11 ]        |
| 2007-presente | Persona (série)                             | Akihiko Sanada                                                       |                                                                 | [ 11 ]        |
| 2007          | Eternal Sonata                              | Waltz                                                                |                                                                 | [ 11 ]        |
| 2008          | Devil May Cry 4                             | Sanctus                                                              | Também fez captura de movimento                                 | [ 11 ]        |
| 2008          | Professor Layton and the Unwound Future     | Dr. Alain Stahngun / Dimitri Allen                                   |                                                                 | [ 11 ]        |
| 2008          | Tales of Vesperia                           | Cumore                                                               |                                                                 | [ 4 ]         |
| 2008          | Final Fantasy IV                            | Kain Highwind                                                        | Remake para o Nintendo DS                                       | [ 11 ]        |
| 2008          | World of Warcraft: Wrath of the Lich King   | Marwyn                                                               |                                                                 | [ 11 ]        |
| 2009          | Kamen Rider: Dragon Knight                  | Wrath, Trash Mob B                                                   |                                                                 | [ 11 ]        |
| 2009          | Magna Carta II                              | Huaren Jass                                                          |                                                                 | [ 11 ]        |
| 2009          | Resident Evil 5                             | Reynard Fisher, outros                                               |                                                                 | [ 4 ] [ 11 ]  |
| 2009          | Red Faction: Guerrilla                      | Daniel Mason                                                         |                                                                 | [ 37 ]        |
| 2010          | Darksiders                                  | War                                                                  |                                                                 | [ 11 ]        |
| 2010          | NieR                                        | Grimoire Weiss                                                       |                                                                 | [ 38 ]        |
| 2010          | Mafia II                                    | Brian O'Neill                                                        |                                                                 | [ 11 ]        |
| 2010          | Valkyria Chronicles II                      | Baldren Gassenarl                                                    |                                                                 | [ 11 ]        |
| 2010          | World of Warcraft: Cataclysm                | Illidan Stormrage                                                    |                                                                 | [ 11 ] [ 38 ] |
| 2010          | StarCraft II: Wings of Liberty              | Ghost (unidade Terran)                                               |                                                                 | [ 11 ]        |
| 2011          | Captain America: Super Soldier              | Howard Stark, Allied, Hydra                                          |                                                                 | [ 11 ]        |
| 2011          | Catherine                                   | Orlando Haddick                                                      | Repete o papel no remake/expansão de 2019, Catherine: Full Body | [ 11 ]        |
| 2011          | Dissidia 012 Final Fantasy                  | Kain Highwind                                                        |                                                                 | [ 11 ]        |
| 2011          | White Knight Chronicles 2                   | Madoras                                                              |                                                                 | [ 11 ]        |
| 2011–2016     | Jogos de Naruto                             | Gaara, Kotetsu Hagane                                                |                                                                 | [ 11 ]        |
| 2012          | Asura's Wrath                               | Asura                                                                |                                                                 | [ 11 ]        |
| 2012          | Final Fantasy XIII-2                        | Caius Ballad                                                         |                                                                 | [ 11 ]        |
| 2012          | NeverDead                                   | Alex                                                                 |                                                                 | [ 11 ]        |
| 2012          | Darksiders II                               | War                                                                  |                                                                 | [ 11 ]        |
| 2012          | Skullgirls                                  | Leviathan                                                            |                                                                 | [ 11 ]        |
| 2012          | World of Warcraft: Mists of Pandaria        | Sha of Violence, Chi-Ji                                              |                                                                 | [ 11 ]        |
| 2013          | Fire Emblem: Awakening                      | Inigo                                                                |                                                                 | [ 11 ]        |
| 2013          | League of Legends                           | Yasuo                                                                |                                                                 | [ 38 ]        |
| 2013          | Killer Is Dead                              | David                                                                |                                                                 | [ 39 ]        |
| 2013          | Marvel Heroes Online                        | Electro, Noturno , Havok                                             |                                                                 | [ 11 ]        |
| 2014          | D4: Dark Dreams Don't Die                   | Phillip Cheney                                                       |                                                                 | [ 11 ]        |
| 2014          | Lightning Returns: Final Fantasy XIII       | Caius Ballad                                                         |                                                                 | [ 11 ]        |
| 2014          | Middle-earth: Shadow of Mordor              | Gollum                                                               |                                                                 | [ 40 ]        |
| 2014          | The Evil Within                             | Valerio Jimenez, Male Villager, Obese Zombie                         |                                                                 | [ 11 ]        |
| 2015          | Final Fantasy Type-0 HD                     | Enkidu                                                               |                                                                 | [ 11 ]        |
| 2015          | Saints Row: Gat out of Hell                 | William Shakespeare, Vlad the Impaler, Demons, Husks                 |                                                                 | [ 11 ]        |
| 2015          | The Order: 1886                             | Finley                                                               |                                                                 | [ 11 ]        |
| 2015          | Mad Max                                     | Gutgash                                                              |                                                                 | [ 41 ]        |
| 2015          | Heroes of the Storm                         | Illidan Stormrage                                                    |                                                                 | [ 42 ]        |
| 2016          | Street Fighter V                            | Gill                                                                 | Personagem incluído via DLC em 2019                             | [ 43 ]        |
| 2016          | World of Warcraft: Legion                   | Illidan Stormrage                                                    |                                                                 | [ 11 ] [ 38 ] |
| 2017          | For Honor                                   | The Warden (Male)                                                    |                                                                 | [ 11 ]        |
| 2017          | Horizon Zero Dawn: The Frozen Wilds         | Umnak                                                                |                                                                 | [ 11 ]        |
| 2017          | Marvel vs. Capcom: Infinite                 | Doctor Strange                                                       |                                                                 | [ 11 ]        |
| 2017          | Sonic Forces                                | Infinite                                                             |                                                                 | [ 11 ]        |
| 2018          | Dissidia Final Fantasy NT                   | Kain Highwind                                                        |                                                                 | [ 11 ]        |
| 2018          | Pillars of Eternity II: Deadfire            | Serafen, Vax'ildan Vessar                                            | Critical Role DLC                                               | [ 11 ] [ 44 ] |
| 2018          | Marvel Powers United VR                     | Doctor Strange                                                       |                                                                 | [ 11 ]        |
| 2018          | Darksiders III                              | War                                                                  |                                                                 | [ 11 ]        |
| 2019          | Marvel Ultimate Alliance 3: The Black Order | Black Bolt, Destroyer Armor, Doctor Strange, Nightcrawler, Red Skull |                                                                 | [ 11 ]        |
| 2019          | Death Stranding                             | AI, Veteran Porter                                                   |                                                                 | [ 11 ]        |

### Live action
| Ano           | Título               | Papel | Observação                  | Fonte                |
| ------------- | -------------------- | --- | --------------------------- | -------------------- |
| 2015–presente | Critical Role        | - Vax'ildan (Campanha 1 - Vox Machina) - Caleb Widogast (Campanha 2 - The Mighty Nein) - Orym (Exandria Unlimited e Campanha 3) | Co-criador, websérie de RPG | [ 45 ] [ 46 ] [ 47 ] |
| 2015          | The Phoenix Incident | Jacob Reynolds |                             | [ 48 ] [ 49 ]        |